# Fear Factor
Fear Factor (ocasionalmente traducido como Factor Miedo en español) es un Reality Show de juegos y de espectáculo deportivo estadounidense. Se transmitió originalmente entre 2001 y 2006, cuando fue cancelado. Más tarde fue restablecido en 2011, solo para ser cancelado de nuevo el 13 de mayo de 2012. Después de su segunda cancelación, un especial de dos partes, se emitió en julio de 2012. La versión original en holandés se llama "Now or Neverland". Cuando Endemol EE. UU. y NBC adaptados al mercado estadounidense en 2001, se cambió el nombre por el de Fear Factor. El programa enfrenta a los concursantes unos contra otros en una variedad de trucos para un gran premio, por lo general de US$50.000 dólares. De las temporadas uno a la cinco, los participantes eran generalmente de tres hombres y tres mujeres, todos los que compiten por ellos mismos, pero en la sexta temporada, el programa se trasladó a un formato permanente de cuatro equipos de dos personas, cada una con una relación preexistente entre sí . El espectáculo fue conducido por el comediante y comentarista de UFC Joe Rogan, ejecutivo producido por Matt Kunitz y David A. Hurwitz y dirigida por J. Rupert Thompson.

## Formato del programa
Antes de presentar los concursantes, Rogan emite una advertencia verbal. La redacción ha cambiado con ciertas versiones, pero esto es más comúnmente utilizado:

Soy Joe Rogan, y este es Fear Factor. Las pruebas que está a punto de ver fueron diseñados y supervisados por profesionales capacitados. Son en extremo peligrosas y no debe ser realizadas por cualquier persona, por ningún motivo, y en ningún instante, jamás!

El formato normal, implica tres hombres y tres mujeres, o cuatro equipos de dos personas con una relación preexistente, que tienen que completar tres pruebas profesionales para ganar US$50.000 dólares. Si un competidor/equipo tiene demasiado miedo para intentar una prueba, no pudo completarla, o (en algunos casos) tuvo el peor desempeño en una prueba, serán eliminados. Si solo hay un participante/equipo que complete la primera o la segunda maniobra con éxito, gana automáticamente US$25.000, y los otros concursantes eliminados en el dobles junto con el ganador de la vuelta de dobles para la próxima prueba para competir por los restantes US$25.000. Si nadie ha completado con éxito las primeras dos pruebas, entonces todos los participantes/equipos eliminados en la acrobacia volvería al siguiente truco para competir por una reducción de US$25,000. (En la primera temporada, si una persona ha completado la prueba, entonces ganaría US$10.000 y el gran premio de US$50,000 no se redujo).
Solo una vez en la historia de Fear Factor que el premio de US$50,000 superior no son reclamados en un episodio. Esto sucedió en Best Friends (Mejores amigos) edición el 27 de septiembre de 2004, cuando ninguno de los equipos restantes fueron capaces de completar el truco final. En la prueba, un miembro de cada equipo tuvo que conducir un auto rampa, mientras que el otro miembro tenía que conducir un auto deportivo. El que conduce el auto deportivo debía conducirlo a la caja de la camioneta a través de la rampa del auto. Si el auto deportivo se cayó de la cama del camión, en cualquier momento, el equipo fue eliminado automáticamente. Si se hubiera completado con éxito, el equipo que hizo este el más rápido habría ganado. Sin embargo, los últimos concursantes restantes fueron con dos vehículos Mazda.
Después de la adquisición de Universal Studios de Vivendi Universal por parte de la empresa NBC matriz General Electric en 2004, los participantes podían ganar las vacaciones con el fin de promover el tema de la división del parque de NBC Universal en Universal Orlando, o ganar viajes a Universal Studios en Hollywood.
El orden de las pruebas en un episodio típico de Fear Factor es la siguiente:

### Primera ronda
La primera ronda está diseñada para probar físicamente cada uno de los concursantes o equipos (por ejemplo, saltar de un edificio a otro). Por lo general, los dos hombres y dos mujeres, o los tres equipos, que dieron el mejor rendimiento (por ejemplo, el tiempo más rápido, distancia más lejana, o el número de banderas recogidas en menos de un cierto tiempo) pasará a la segunda prueba. Los otros serán eliminados.

### Segunda ronda
La segunda ronda es para desafiar mentalmente los concursantes o equipos. Los tres tipos más comunes de las acrobacias en la segunda ronda están comer, trucos de animales, y la recuperación/transferencia de animales. Comer implican ingerir partes viles animales, insectos vivos, o una mezcla de varios elementos brutos; trucos de animales implican sumergir la cabeza de uno o todo el cuerpo de los animales considerados como repugnantes o intimidación (como ratas, arañas, serpientes o gusanos); recuperación/transferencia de animales implican recuperación de elementos u objetos brutos (a menudo por la boca) escondidos en sustancias desagradables (por ejemplo, sangre, manteca de cerdo) y animales vivos (como sentarse en una bañera llena de serpientes, siempre que podía). Con menos frecuencia, el segundo truco implica un desafío de resistencia dolor, como sobreviviendo competidores en una cámara de gas lacrimógeno, caminando sobre vidrios rotos con los pies descalzos, o la ingestión de chiles habaneros. Con la excepción de la recuperación / transferencia de acrobacias, los concursantes por lo general no se eliminan después de este truco a menos que no se ha completado, o vomitó antes de terminar. En el caso de equipos, un equipo puede ser eliminado para la realización de la peor.
En episodios posteriores, una regla común (pero no se utiliza siempre) era que nadie sería eliminado después de la segunda maniobra, sino que el competidor o equipo que realizó el mejor sería recibir un premio, como un vehículo o un paquete de premios similares en valor. Más a menudo que no, el concursante / equipo con el mejor desempeño tuvo el privilegio de elegir el orden en que los concursantes / equipos tuvieron que ir a realizar la siguiente maniobra [al día siguiente].

### Tercera ronda
La tercera y última ronda suele ser algo de un tipo extremo de maniobra como se ve en una película de acción. Al igual que el primeras rondas, que por lo general implica alturas, agua, vehículos, o alguna combinación de los tres. Con el fin de evitar los lazos, este truco es siempre competitivos. El jugador o equipo con el mejor desempeño este año gana el premio mayor, generalmente de US$50.000, y tuvo el privilegio de ser informados "Evidentemente, el miedo no es un factor para usted".

## Versiones internacionales
| País                 | Nombre                                                      | Presentador(a)                                                 | Canal | Estreno | Premio                                      |
| -------------------- | ----------------------------------------------------------- | -------------------------------------------------------------- | --- | --- | ------------------------------------------- |
| Albania              | Fear Factor                                                 |                                                                | Vizion Plus | |                                             |
| Mundo árabe          | Fear Factor عامل الخوف                                      | Najla Badr                                                     | MBC1 | 13 de febrero de 2004 | 50.000 SR                                   |
| Argentina            | Factor Miedo                                                | David Kavlin                                                   | Telefe | 2003 |                                             |
| Australia            | Fear Factor                                                 | Marc Yellin                                                    | Nine Network, FOX8 | 2002 | A$50.000                                    |
| Dutch Bélgica        | Fear Factor                                                 | Walter Grootaers                                               | VTM | 2005 |                                             |
| Brasil               | Hipertensão                                                 | Zeca Camargo (2002) Glenda Kozlowski (2010–presente)           | Globo | 14 de abril de 2002 | R$500,000                                   |
| Bulgaria             | СТРАХ                                                       | Atanas Michailov                                               | Nova TV | 1 de marzo de 2009 | 15.000 лв                                   |
| Canadá               | Facteur de Risques                                          | Benoit Gagnon, Josée Lavigueur                                 | TVA | 21 de septiembre de 2004 | CAN$30,000                                  |
| Chile                | Fear Factor Chile                                           | Tonka Tomicic                                                  | Canal 13 | 13 de noviembre de 2010 | CL$3.000.000                                |
| Colombia             | Frente al miedo                                             | Juan Pablo Llano                                               | Caracol TV | 2005 |                                             |
| Croacia              | Fear Factor                                                 | Antonija Blaće                                                 | RTL | |                                             |
| República Dominicana | Enfrentando al miedo                                        | Irving Alverti                                                 | Telesistema 11 | 12 de diciembre de 2006 | RD$2.000.000                                |
| República Checa      | Faktor strachu                                              | Joe Rogan                                                      | Prima Cool | |                                             |
| República Checa      | Poslední kapka                                              |                                                                | | 2012–2013 | CZK10 000 000                               |
| Denmark              | Fear Factor                                                 | Biker-Jens                                                     | TV3 | 2003 |                                             |
| Egipto               | Fear Factor Extreme أرض الخوف                               | Sally Chahin                                                   | AlHayat TV | Abril de 2009 | US$50,000                                   |
| Finland              | Pelkokerroin                                                | Aleksi Valavuori                                               | Nelonen | 13 de septiembre de 2008 | €10.000                                     |
| Francia              | Fear Factor                                                 | Denis Brogniart                                                | TF1 | | 10 000 €                                    |
| Alemania             | Fear Factor                                                 | Sonja Zietlow                                                  | RTL | 2004 |                                             |
| Grecia               | Fear Factor                                                 | Kostas Sommer                                                  | ANT1 | Junio de 2006 |                                             |
| Hungary              | A Rettegés Foka                                             | Kovalcsik Ildikó                                               | RTL Klub | 2005 |                                             |
| India                | Fear Factor India                                           | Mukul Dev                                                      | SET Asia | |                                             |
| India                | Fear Factor: Khatron Ke Khiladi                             | Akshay Kumar (2008–2009; 2011–presente) Priyanka Chopra (2010) | Colors | 21 de julio de 2008 |                                             |
| Indonesia            | Fear Factor Indonesia                                       | Agatsya Kandau                                                 | RCTI | | Rp.500.000.000                              |
| Italia               | Fear Factor                                                 | Joe Rogan, Paolo Ruffini                                       | GXT | 2005 |                                             |
| Malasia              | Fear Factor Malasia                                         | Shamser Sidhu                                                  | ntv7 | 27 de agosto de 2005 | RM10.000                                    |
| Malasia              | Fear Factor Selebriti Malaysia                              | Aaron Aziz                                                     | Astro Ria y Astro Mustika HD | 29 de diciembre de 2012 |                                             |
| México               | Fear Factor: Factor Miedo                                   | Julio Bracho (2002-2004) “El Rasta“ (2004-2005, 2010)          | Televisa | 2004, Fear Factor Vip 2010 | MX$150.000                                  |
| Países Bajos         | Now or Neverland Fear Factor                                | Fabienne de Vries                                              | Veronica | 1998 | fl 20 000 € 8 000                           |
| Nueva Zelanda        | Fear Factor                                                 | Joe Rogan                                                      | TV2 | 2008 | $50,000                                     |
| Norway               | Fear Factor                                                 | Joe Rogan                                                      | Viasat 4 | 2007–presente |                                             |
| Paraguay             | Factor Miedo                                                | Telefuturo                                                     | 1 Temporada: 3 de septiembre de 2006 – 26 de noviembre de 2008 2 Temporada: 18 de septiembre de 2009 – 11 de diciembre de 2010 Celebridades: 18 de julio de 2011 – 22 de agosto de 2012 | 1.000.000 G |                                             |
| Filipinas            | Pinoy Fear Factor                                           | Ryan Agoncillo                                                 | ABS-CBN | 10 de noviembre de 2008 – 20 de febrero de 2009 | P2.000.000                                  |
| Polonia              | Fear Factor - Nieustraszeni                                 | Roman Polko                                                    | Polsat | | 50.000zł                                    |
| Portugal             | Fear Factor - Desafío Total                                 | Leonor Poeiras José Carlos Araújo                              | Televisão Independente | 2004 |                                             |
| Romania              | Pariu cu Frica - Fear Factor                                |                                                                | Sport.ro | 6 de abril de 2008 |                                             |
| Rusia                | Фактор страха                                               | Vládimir Turchinski, Kirill Nabutov, Anatoliy Tsoi             | NTV | 2002–2005, 2021 | 100.000 RUB (2002-2005), 250 000 RUB (2021) |
| South Africa         | Fear Factor                                                 | Colin Moss Thapelo Mokoena Lungile Radu                        | M-Net E.tv | 2002 2006-2007 | R300.000                                    |
| España               | Factor Miedo                                                | Alonso Caparrós                                                | Antena 3 | 2005 |                                             |
| Sweden               | Fear Factor                                                 | Paolo Roberto                                                  | TV4 | |                                             |
| Venezuela            | Fear Factor Factor Miedo Fear Factor Extremo                | Luis Chataing / Cinthya Lander                                 | SuperPlusTV | 2009-2010 | BsF300.000                                  |
| Turkey               | Fear Factor Türkiye Fear Factor Extreme Fear Factor Aksiyon | Acun Ilıcalı Asuman Krause                                     | Show TV Star TV | 2006 2009 2011 | TL100.000                                   |
| Reino Unido          | Fear Factor                                                 | Ed Sanders                                                     | Sky One | 1 Temporada: 3 de septiembre de 2002 – 26 de noviembre de 2002 2 Temporada: 18 de septiembre de 2003 – 11 de diciembre de 2003 Celebridades: 18 de julio de 2004 – 22 de agosto de 2004 | £20,000                                     |
| Estados Unidos       | Fear Factor                                                 | Joe Rogan                                                      | NBC | 11 de junio de 2001 – 12 de septiembre de 2006; 12 de diciembre de 2011 – 16 de julio de 2012                                                                                           | US$50,000                                   |

- Datos: Q909037